# 五庙乡
五庙乡，是中华人民共和国安徽省安庆市潜山市下辖的一个乡镇级行政单位。

## 行政区划
五庙乡下辖以下地区：
杨畈村、红光村、新建村、吴桥村、程冲村和新田村。